# Cambridgeshire Constabulary
Cambridgeshire Constabulary – brytyjska formacja policyjna, pełniąca funkcję policji terytorialnej na obszarze hrabstwa ceremonialnego Cambridgeshire. Według stanu na 31 marca 2012, służba liczy 1377 funkcjonariuszy. 

## Galeria

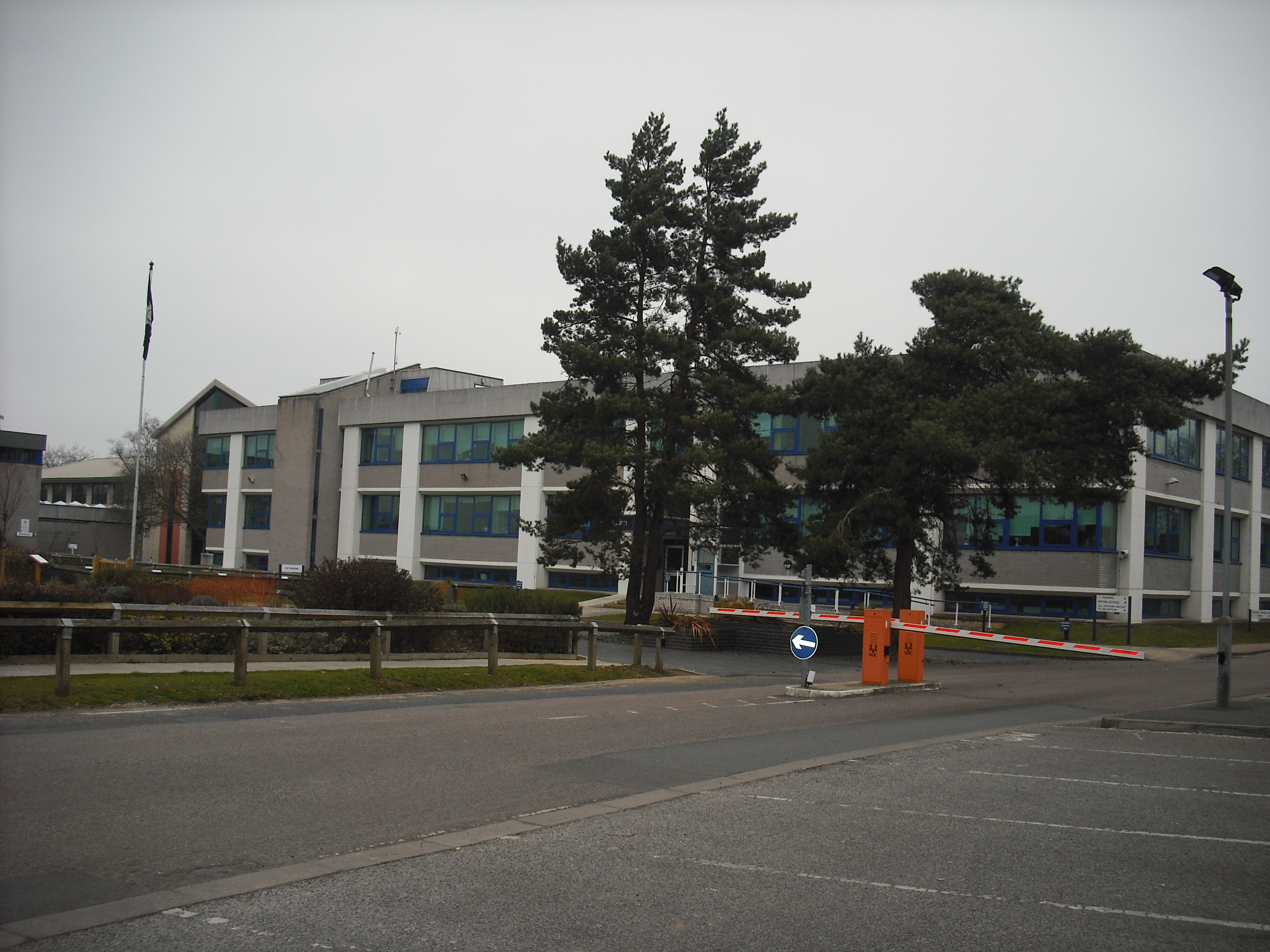
Komenda główna w Huntingdon